# Sistema de Escuelas de East Baton Rouge Parish
El Sistema de Escuelas de East Baton Rouge Parish (East Baton Rouge Parish School System, EBRPSS) es un distrito escolar de Luisiana. Tiene su sede en Baton Rouge y sirve todas áreas de la Parroquia de East Baton Rouge sin las ciudades de Baker, Central y Zachary.
Es el segundo más grande sistema escolar de Luisiana. A partir de 2015 tenía 42.000 estudiantes, y el actual superintendente del distrito es Warren Drake.